# IC 1583
IC 1583 је спирална галаксија у сазвјежђу Андромеда која се налази на листи објеката дубоког неба у Индекс каталогу.
Деклинација објекта је + 23° 4' 28" а ректасцензија 0h 47m 10,2s. Привидна величина (магнитуда) објекта IC 1583 износи 14,9 а фотографска магнитуда 15,7. IC 1583 је још познат и под ознакама MCG 4-3-1, CGCG 480-4, ARAK 13, NPM1G +22.0033, PGC 2760.